# 마키노 노부아키
마키노 노부아키(일본어: 牧野伸顕, 1861년 11월 24일 ~ 1949년 1월 25일)는 일본의 정치인 가문·정치인이다.

## 생애와 경력
1861년 11월 24일, 오늘날의 가고시마현인 사쓰마번에서 사쓰마 번의 무사 오쿠보 도시미치의 둘째 아들로 태어났다. 그러나, 태어난 지 얼마되지 않아 마키노 가문의 양자가 되었다.
1871년, 11살의 나이에 오쿠보와 동반해 이와쿠라 사절단에 참가해 미국으로 갔고, 필라델피아에서 학교를 다녔다. 후에는 일본으로 돌아와 도쿄 제국대학에 들어갔지만, 대학교를 중퇴하고 외무성에 들어갔다. 그는 런던 대사관에 부임되었는데, 여기서 헌법 조사차 유럽을 방문하고 있던 이토 히로부미와 알게 되었다.
그 뒤에는 후쿠이현 지사, 이바라키현 지사, 문교부 차관, 오스트리아 대사, 이탈리아 대사를 거쳐 제1차 사이온지 내각에서 문부대신을 맡았고 외교관 시절의 공적으로 화족 작위 체제 아래서 남작위를 수여받았다. 제2차 사이온지 내각에서 농상 대신, 추밀원 고문관을 맡기도 하였다.
제1차 야마가타 내각에서는 외무대신에 임명되었으며, 이 시기의 마키노는 이토 히로부미, 사이온지 긴모치와 밀접한 관계를 가져, 일본 자유주의 운동의 초기 지도자로 간주되었다. 제1차 세계 대전이 끝난 뒤인 1919년에는 파리 강화 회의에 일본의 전권 대사로 참석하였다.
1921년에는 궁내성 대신이 되었고, 자작위로 승작되었다. 자유주의적 경향이 강한 그를 궁대성 대신에 앉힌 것은, 천황 및 궁중 주변에 광신적인 황실 숭배자를 두는 것으로 인해 황실이 정치적 소란에 말려드는 것을 우려한 겐로 사이온지 긴모치의 의향이었다고 한다.
1925년에는 내대신으로 취임(1935년까지 재임)하였고 취임직후 백작위로 승작되었다. 마키노에 대한 천황의 신뢰는 두터워, 퇴임 의향을 물은 쇼와 천황이 눈물을 흘렸다는 일화가 있다. 마키노는 그 후에도 궁중, 외교에서의 영향력을 계속해서 유지하려했고, 1936년 2·26 사건이 일어났을 때에는 유가와라에서 습격을 당했으나, 손녀딸 가즈코(和子)의 재치로 위기에서 벗어났다. 제2차 세계 대전 개전까지도 고문으로서 계속해서 쇼와 천황에게 영향력을 발휘하였다.
일본기원(日本棋院)의 초대 총재를 지내기도 한 마키노는, 전후에 "늙은 자유주의자" (old liberalist) 중 하나로서 높은 평가를 받아, 한 때는 하토야마 이치로의 추방 이후 자유당의 총재가 될 뻔했으나, 건강과 노령을 이유로 거부하였다.

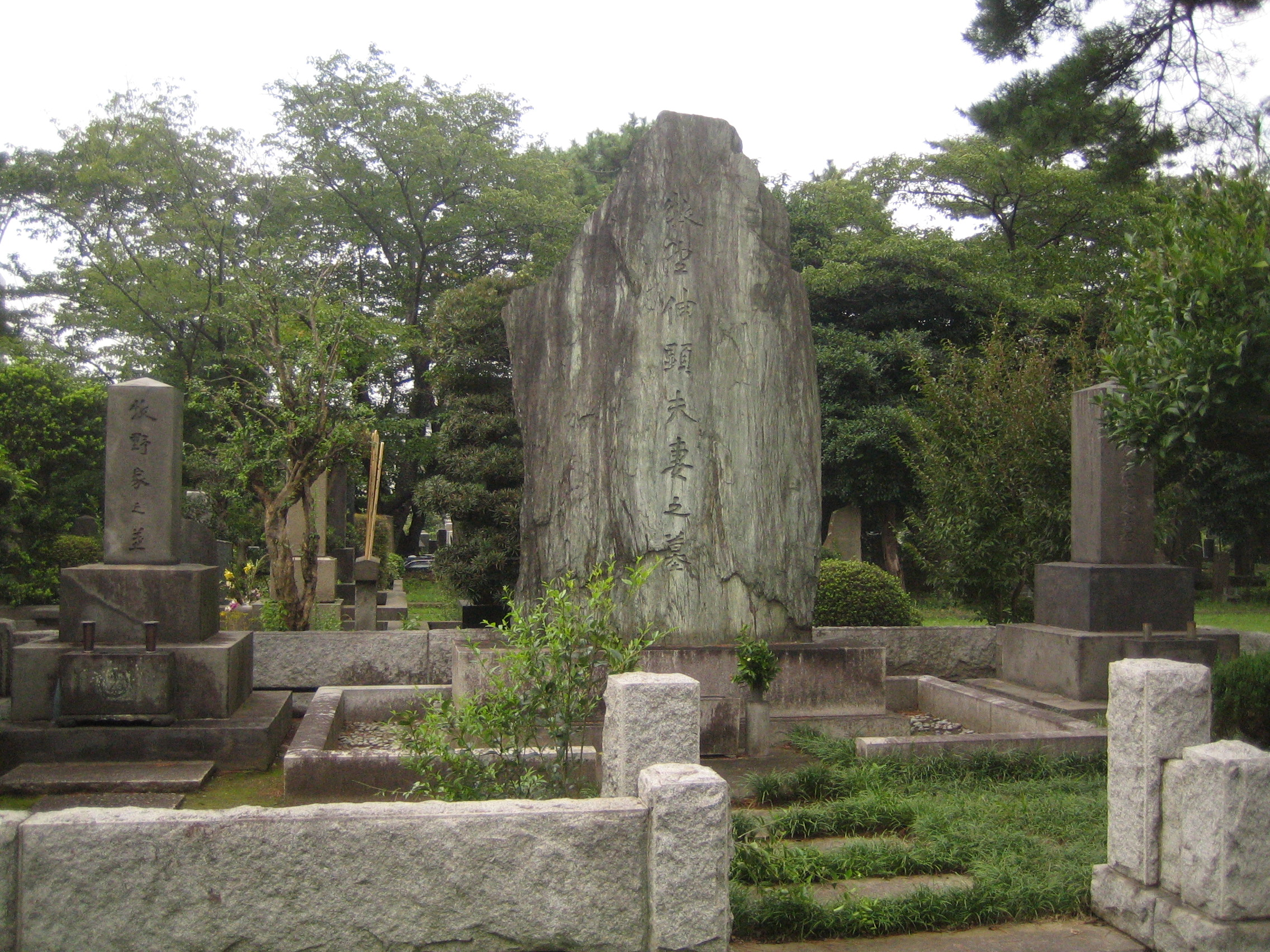
아오야마 묘지에 있는 마키노의 무덤.

1949년 1월 25일 87세의 나이로 사망했으며, 사후 도쿄에 있는 아오야마 묘지에 묻혔다.
전후 일본의 총리가 된 요시다 시게루는 사위, 일본 내각총리대신을 지낸 아소 다로는 마키노의 증손자에 해당되는 인물이다.

## 가계도
| 오쿠보 도시미치 1830년-1878년 일본 초대 내무경                                       | 오쿠보 도시미치 1830년-1878년 일본 초대 내무경                                       | 오쿠보 도시미치 1830년-1878년 일본 초대 내무경                                       | 오쿠보 도시미치 1830년-1878년 일본 초대 내무경                                       | 오쿠보 도시미치 1830년-1878년 일본 초대 내무경                                       | 오쿠보 도시미치 1830년-1878년 일본 초대 내무경                                       |        |        | 미시마 미치쓰네 1835년-1885년 사쓰마번 무사·일본 내무성 관료                     | 미시마 미치쓰네 1835년-1885년 사쓰마번 무사·일본 내무성 관료                     | 미시마 미치쓰네 1835년-1885년 사쓰마번 무사·일본 내무성 관료                     | 미시마 미치쓰네 1835년-1885년 사쓰마번 무사·일본 내무성 관료                     | 미시마 미치쓰네 1835년-1885년 사쓰마번 무사·일본 내무성 관료                     | 미시마 미치쓰네 1835년-1885년 사쓰마번 무사·일본 내무성 관료                     |                                                                                 |                                                                                 |                                                                                 |                                                                                 |                                            |                                            | | | | | | |        |        |                                                    |                                                    |                                                    |                                                    |                                                    |                                                    |                                                 |                                                 |                                                 |                                                 |
| 오쿠보 도시미치 1830년-1878년 일본 초대 내무경                                       | 오쿠보 도시미치 1830년-1878년 일본 초대 내무경                                       | 오쿠보 도시미치 1830년-1878년 일본 초대 내무경                                       | 오쿠보 도시미치 1830년-1878년 일본 초대 내무경                                       | 오쿠보 도시미치 1830년-1878년 일본 초대 내무경                                       | 오쿠보 도시미치 1830년-1878년 일본 초대 내무경                                       |        |        | 미시마 미치쓰네 1835년-1885년 사쓰마번 무사·일본 내무성 관료                     | 미시마 미치쓰네 1835년-1885년 사쓰마번 무사·일본 내무성 관료                     | 미시마 미치쓰네 1835년-1885년 사쓰마번 무사·일본 내무성 관료                     | 미시마 미치쓰네 1835년-1885년 사쓰마번 무사·일본 내무성 관료                     | 미시마 미치쓰네 1835년-1885년 사쓰마번 무사·일본 내무성 관료                     | 미시마 미치쓰네 1835년-1885년 사쓰마번 무사·일본 내무성 관료                     |                                                                                 |                                                                                 |                                                                                 |                                                                                 |                                            |                                            | | | | | | |        |        |                                                    |                                                    |                                                    |                                                    |                                                    |                                                    |                                                 |                                                 |                                                 |                                                 |
| 마키노 노부아키 1861년-1949년 일본 외무대신·농상무대신·문부대신 역임                 | 마키노 노부아키 1861년-1949년 일본 외무대신·농상무대신·문부대신 역임                 | 마키노 노부아키 1861년-1949년 일본 외무대신·농상무대신·문부대신 역임                 | 마키노 노부아키 1861년-1949년 일본 외무대신·농상무대신·문부대신 역임                 | 마키노 노부아키 1861년-1949년 일본 외무대신·농상무대신·문부대신 역임                 | 마키노 노부아키 1861년-1949년 일본 외무대신·농상무대신·문부대신 역임                 |        |        | 미네코                                                                           | 미네코                                                                           | 미네코                                                                           | 미네코                                                                           | 미네코                                                                           | 미네코                                                                           |                                                                                 |                                                                                 |                                                                                 |                                                                                 |                                            |                                            | 아소 다키치 1857년-1933년 아소 상점 사장, 석탄 광업 협회 회장, 규슈 수력 전기 사장, 중의원 의원, 귀족원 고액 납세자 의원 | 아소 다키치 1857년-1933년 아소 상점 사장, 석탄 광업 협회 회장, 규슈 수력 전기 사장, 중의원 의원, 귀족원 고액 납세자 의원 | 아소 다키치 1857년-1933년 아소 상점 사장, 석탄 광업 협회 회장, 규슈 수력 전기 사장, 중의원 의원, 귀족원 고액 납세자 의원 | 아소 다키치 1857년-1933년 아소 상점 사장, 석탄 광업 협회 회장, 규슈 수력 전기 사장, 중의원 의원, 귀족원 고액 납세자 의원 | 아소 다키치 1857년-1933년 아소 상점 사장, 석탄 광업 협회 회장, 규슈 수력 전기 사장, 중의원 의원, 귀족원 고액 납세자 의원 | 아소 다키치 1857년-1933년 아소 상점 사장, 석탄 광업 협회 회장, 규슈 수력 전기 사장, 중의원 의원, 귀족원 고액 납세자 의원 |        |        |                                                    |                                                    |                                                    |                                                    |                                                    |                                                    |                                                 |                                                 |                                                 |                                                 |
| 마키노 노부아키 1861년-1949년 일본 외무대신·농상무대신·문부대신 역임                 | 마키노 노부아키 1861년-1949년 일본 외무대신·농상무대신·문부대신 역임                 | 마키노 노부아키 1861년-1949년 일본 외무대신·농상무대신·문부대신 역임                 | 마키노 노부아키 1861년-1949년 일본 외무대신·농상무대신·문부대신 역임                 | 마키노 노부아키 1861년-1949년 일본 외무대신·농상무대신·문부대신 역임                 | 마키노 노부아키 1861년-1949년 일본 외무대신·농상무대신·문부대신 역임                 |        |        | 미네코                                                                           | 미네코                                                                           | 미네코                                                                           | 미네코                                                                           | 미네코                                                                           | 미네코                                                                           |                                                                                 |                                                                                 |                                                                                 |                                                                                 |                                            |                                            | 아소 다키치 1857년-1933년 아소 상점 사장, 석탄 광업 협회 회장, 규슈 수력 전기 사장, 중의원 의원, 귀족원 고액 납세자 의원 | 아소 다키치 1857년-1933년 아소 상점 사장, 석탄 광업 협회 회장, 규슈 수력 전기 사장, 중의원 의원, 귀족원 고액 납세자 의원 | 아소 다키치 1857년-1933년 아소 상점 사장, 석탄 광업 협회 회장, 규슈 수력 전기 사장, 중의원 의원, 귀족원 고액 납세자 의원 | 아소 다키치 1857년-1933년 아소 상점 사장, 석탄 광업 협회 회장, 규슈 수력 전기 사장, 중의원 의원, 귀족원 고액 납세자 의원 | 아소 다키치 1857년-1933년 아소 상점 사장, 석탄 광업 협회 회장, 규슈 수력 전기 사장, 중의원 의원, 귀족원 고액 납세자 의원 | 아소 다키치 1857년-1933년 아소 상점 사장, 석탄 광업 협회 회장, 규슈 수력 전기 사장, 중의원 의원, 귀족원 고액 납세자 의원 |        |        |                                                    |                                                    |                                                    |                                                    |                                                    |                                                    |                                                 |                                                 |                                                 |                                                 |
|                                                                                      |                                                                                      |                                                                                      |                                                                                      |                                                                                      |                                                                                      |        |        |                                                                                  |                                                                                  |                                                                                  |                                                                                  |                                                                                  |                                                                                  |                                                                                 |                                                                                 |                                                                                 |                                                                                 |                                            |                                            | | | | | | |        |        |                                                    |                                                    |                                                    |                                                    |                                                    |                                                    |                                                 |                                                 |                                                 |                                                 |
|                                                                                      |                                                                                      |                                                                                      |                                                                                      | 유키코                                                                               | 유키코                                                                               | 유키코 | 유키코 | 유키코                                                                           | 유키코                                                                           |                                                                                  |                                                                                  | 요시다 시게루 1878년-1969년 일본 외무대신, 제45·48·49·50·51대 일본 내각총리대신  | 요시다 시게루 1878년-1969년 일본 외무대신, 제45·48·49·50·51대 일본 내각총리대신  | 요시다 시게루 1878년-1969년 일본 외무대신, 제45·48·49·50·51대 일본 내각총리대신 | 요시다 시게루 1878년-1969년 일본 외무대신, 제45·48·49·50·51대 일본 내각총리대신 | 요시다 시게루 1878년-1969년 일본 외무대신, 제45·48·49·50·51대 일본 내각총리대신 | 요시다 시게루 1878년-1969년 일본 외무대신, 제45·48·49·50·51대 일본 내각총리대신 |                                            |                                            | 아소 다로 | 아소 다로 | 아소 다로 | 아소 다로 | 아소 다로 | 아소 다로 |        |        |                                                    |                                                    |                                                    |                                                    |                                                    |                                                    |                                                 |                                                 |                                                 |                                                 |
|                                                                                      |                                                                                      |                                                                                      |                                                                                      | 유키코                                                                               | 유키코                                                                               | 유키코 | 유키코 | 유키코                                                                           | 유키코                                                                           |                                                                                  |                                                                                  | 요시다 시게루 1878년-1969년 일본 외무대신, 제45·48·49·50·51대 일본 내각총리대신  | 요시다 시게루 1878년-1969년 일본 외무대신, 제45·48·49·50·51대 일본 내각총리대신  | 요시다 시게루 1878년-1969년 일본 외무대신, 제45·48·49·50·51대 일본 내각총리대신 | 요시다 시게루 1878년-1969년 일본 외무대신, 제45·48·49·50·51대 일본 내각총리대신 | 요시다 시게루 1878년-1969년 일본 외무대신, 제45·48·49·50·51대 일본 내각총리대신 | 요시다 시게루 1878년-1969년 일본 외무대신, 제45·48·49·50·51대 일본 내각총리대신 |                                            |                                            | 아소 다로 | 아소 다로 | 아소 다로 | 아소 다로 | 아소 다로 | 아소 다로 |        |        |                                                    |                                                    |                                                    |                                                    |                                                    |                                                    |                                                 |                                                 |                                                 |                                                 |
|                                                                                      |                                                                                      |                                                                                      |                                                                                      |                                                                                      |                                                                                      |        |        |                                                                                  |                                                                                  |                                                                                  |                                                                                  |                                                                                  |                                                                                  |                                                                                 |                                                                                 |                                                                                 |                                                                                 |                                            |                                            | | | | | | |        |        |                                                    |                                                    |                                                    |                                                    |                                                    |                                                    |                                                 |                                                 |                                                 |                                                 |
|                                                                                      |                                                                                      |                                                                                      |                                                                                      |                                                                                      |                                                                                      |        |        |                                                                                  |                                                                                  |                                                                                  |                                                                                  |                                                                                  |                                                                                  |                                                                                 |                                                                                 |                                                                                 |                                                                                 |                                            |                                            | | | | | | |        |        |                                                    |                                                    |                                                    |                                                    |                                                    |                                                    |                                                 |                                                 |                                                 |                                                 |
| 요시다 겐이치 1912년-1977년 영문학 번역가, 비평가, 소설가                            | 요시다 겐이치 1912년-1977년 영문학 번역가, 비평가, 소설가                            | 요시다 겐이치 1912년-1977년 영문학 번역가, 비평가, 소설가                            | 요시다 겐이치 1912년-1977년 영문학 번역가, 비평가, 소설가                            | 요시다 겐이치 1912년-1977년 영문학 번역가, 비평가, 소설가                            | 요시다 겐이치 1912년-1977년 영문학 번역가, 비평가, 소설가                            |        |        | 가즈코                                                                           | 가즈코                                                                           | 가즈코                                                                           | 가즈코                                                                           | 가즈코                                                                           | 가즈코                                                                           |                                                                                 |                                                                                 |                                                                                 |                                                                                 |                                            |                                            | 아소 다카키치 1911년-1980년 사업가, 정치인, 아소 시멘트 회장                                                             | 아소 다카키치 1911년-1980년 사업가, 정치인, 아소 시멘트 회장                                                             | 아소 다카키치 1911년-1980년 사업가, 정치인, 아소 시멘트 회장                                                             | 아소 다카키치 1911년-1980년 사업가, 정치인, 아소 시멘트 회장                                                             | 아소 다카키치 1911년-1980년 사업가, 정치인, 아소 시멘트 회장                                                             | 아소 다카키치 1911년-1980년 사업가, 정치인, 아소 시멘트 회장                                                             |        |        | 스즈키 젠코 1911년-2004년 제70대 일본 내각총리대신 | 스즈키 젠코 1911년-2004년 제70대 일본 내각총리대신 | 스즈키 젠코 1911년-2004년 제70대 일본 내각총리대신 | 스즈키 젠코 1911년-2004년 제70대 일본 내각총리대신 | 스즈키 젠코 1911년-2004년 제70대 일본 내각총리대신 | 스즈키 젠코 1911년-2004년 제70대 일본 내각총리대신 |                                                 |                                                 |                                                 |                                                 |
| 요시다 겐이치 1912년-1977년 영문학 번역가, 비평가, 소설가                            | 요시다 겐이치 1912년-1977년 영문학 번역가, 비평가, 소설가                            | 요시다 겐이치 1912년-1977년 영문학 번역가, 비평가, 소설가                            | 요시다 겐이치 1912년-1977년 영문학 번역가, 비평가, 소설가                            | 요시다 겐이치 1912년-1977년 영문학 번역가, 비평가, 소설가                            | 요시다 겐이치 1912년-1977년 영문학 번역가, 비평가, 소설가                            |        |        | 가즈코                                                                           | 가즈코                                                                           | 가즈코                                                                           | 가즈코                                                                           | 가즈코                                                                           | 가즈코                                                                           |                                                                                 |                                                                                 |                                                                                 |                                                                                 |                                            |                                            | 아소 다카키치 1911년-1980년 사업가, 정치인, 아소 시멘트 회장                                                             | 아소 다카키치 1911년-1980년 사업가, 정치인, 아소 시멘트 회장                                                             | 아소 다카키치 1911년-1980년 사업가, 정치인, 아소 시멘트 회장                                                             | 아소 다카키치 1911년-1980년 사업가, 정치인, 아소 시멘트 회장                                                             | 아소 다카키치 1911년-1980년 사업가, 정치인, 아소 시멘트 회장                                                             | 아소 다카키치 1911년-1980년 사업가, 정치인, 아소 시멘트 회장                                                             |        |        | 스즈키 젠코 1911년-2004년 제70대 일본 내각총리대신 | 스즈키 젠코 1911년-2004년 제70대 일본 내각총리대신 | 스즈키 젠코 1911년-2004년 제70대 일본 내각총리대신 | 스즈키 젠코 1911년-2004년 제70대 일본 내각총리대신 | 스즈키 젠코 1911년-2004년 제70대 일본 내각총리대신 | 스즈키 젠코 1911년-2004년 제70대 일본 내각총리대신 |                                                 |                                                 |                                                 |                                                 |
|                                                                                      |                                                                                      |                                                                                      |                                                                                      |                                                                                      |                                                                                      |        |        |                                                                                  |                                                                                  |                                                                                  |                                                                                  |                                                                                  |                                                                                  |                                                                                 |                                                                                 |                                                                                 |                                                                                 |                                            |                                            | | | | | | |        |        |                                                    |                                                    |                                                    |                                                    |                                                    |                                                    |                                                 |                                                 |                                                 |                                                 |
|                                                                                      |                                                                                      |                                                                                      |                                                                                      |                                                                                      |                                                                                      |        |        |                                                                                  |                                                                                  |                                                                                  |                                                                                  |                                                                                  |                                                                                  |                                                                                 |                                                                                 |                                                                                 |                                                                                 |                                            |                                            | | | | | | |        |        |                                                    |                                                    |                                                    |                                                    |                                                    |                                                    |                                                 |                                                 |                                                 |                                                 |
| 미카사노미야 도모히토 왕자 1946년-2012년 미카사노미야 다카히토 친왕의 아들           | 미카사노미야 도모히토 왕자 1946년-2012년 미카사노미야 다카히토 친왕의 아들           | 미카사노미야 도모히토 왕자 1946년-2012년 미카사노미야 다카히토 친왕의 아들           | 미카사노미야 도모히토 왕자 1946년-2012년 미카사노미야 다카히토 친왕의 아들           | 미카사노미야 도모히토 왕자 1946년-2012년 미카사노미야 다카히토 친왕의 아들           | 미카사노미야 도모히토 왕자 1946년-2012년 미카사노미야 다카히토 친왕의 아들           |        |        | 미카사노미야 노부코 공주 1955년- 아소 다카키치의 셋째 딸이자, 아소 다로의 여동생 | 미카사노미야 노부코 공주 1955년- 아소 다카키치의 셋째 딸이자, 아소 다로의 여동생 | 미카사노미야 노부코 공주 1955년- 아소 다카키치의 셋째 딸이자, 아소 다로의 여동생 | 미카사노미야 노부코 공주 1955년- 아소 다카키치의 셋째 딸이자, 아소 다로의 여동생 | 미카사노미야 노부코 공주 1955년- 아소 다카키치의 셋째 딸이자, 아소 다로의 여동생 | 미카사노미야 노부코 공주 1955년- 아소 다카키치의 셋째 딸이자, 아소 다로의 여동생 |                                                                                 |                                                                                 | 아소 다로 1940년- 제92대 일본 내각총리대신                                      | 아소 다로 1940년- 제92대 일본 내각총리대신                                      | 아소 다로 1940년- 제92대 일본 내각총리대신 | 아소 다로 1940년- 제92대 일본 내각총리대신 | 아소 다로 1940년- 제92대 일본 내각총리대신                                                                               | 아소 다로 1940년- 제92대 일본 내각총리대신                                                                               | | | 지카코 | 지카코 | 지카코 | 지카코 | 지카코                                             | 지카코                                             |                                                    |                                                    | 스즈키 슌이치 1953년- 전 자유민주당 중의원 의원    | 스즈키 슌이치 1953년- 전 자유민주당 중의원 의원    | 스즈키 슌이치 1953년- 전 자유민주당 중의원 의원 | 스즈키 슌이치 1953년- 전 자유민주당 중의원 의원 | 스즈키 슌이치 1953년- 전 자유민주당 중의원 의원 | 스즈키 슌이치 1953년- 전 자유민주당 중의원 의원 |
| 미카사노미야 도모히토 왕자 1946년-2012년 미카사노미야 다카히토 친왕의 아들           | 미카사노미야 도모히토 왕자 1946년-2012년 미카사노미야 다카히토 친왕의 아들           | 미카사노미야 도모히토 왕자 1946년-2012년 미카사노미야 다카히토 친왕의 아들           | 미카사노미야 도모히토 왕자 1946년-2012년 미카사노미야 다카히토 친왕의 아들           | 미카사노미야 도모히토 왕자 1946년-2012년 미카사노미야 다카히토 친왕의 아들           | 미카사노미야 도모히토 왕자 1946년-2012년 미카사노미야 다카히토 친왕의 아들           |        |        | 미카사노미야 노부코 공주 1955년- 아소 다카키치의 셋째 딸이자, 아소 다로의 여동생 | 미카사노미야 노부코 공주 1955년- 아소 다카키치의 셋째 딸이자, 아소 다로의 여동생 | 미카사노미야 노부코 공주 1955년- 아소 다카키치의 셋째 딸이자, 아소 다로의 여동생 | 미카사노미야 노부코 공주 1955년- 아소 다카키치의 셋째 딸이자, 아소 다로의 여동생 | 미카사노미야 노부코 공주 1955년- 아소 다카키치의 셋째 딸이자, 아소 다로의 여동생 | 미카사노미야 노부코 공주 1955년- 아소 다카키치의 셋째 딸이자, 아소 다로의 여동생 |                                                                                 |                                                                                 | 아소 다로 1940년- 제92대 일본 내각총리대신                                      | 아소 다로 1940년- 제92대 일본 내각총리대신                                      | 아소 다로 1940년- 제92대 일본 내각총리대신 | 아소 다로 1940년- 제92대 일본 내각총리대신 | 아소 다로 1940년- 제92대 일본 내각총리대신                                                                               | 아소 다로 1940년- 제92대 일본 내각총리대신                                                                               | | | 지카코 | 지카코 | 지카코 | 지카코 | 지카코                                             | 지카코                                             |                                                    |                                                    | 스즈키 슌이치 1953년- 전 자유민주당 중의원 의원    | 스즈키 슌이치 1953년- 전 자유민주당 중의원 의원    | 스즈키 슌이치 1953년- 전 자유민주당 중의원 의원 | 스즈키 슌이치 1953년- 전 자유민주당 중의원 의원 | 스즈키 슌이치 1953년- 전 자유민주당 중의원 의원 | 스즈키 슌이치 1953년- 전 자유민주당 중의원 의원 |
|                                                                                      |                                                                                      |                                                                                      |                                                                                      |                                                                                      |                                                                                      |        |        |                                                                                  |                                                                                  |                                                                                  |                                                                                  |                                                                                  |                                                                                  |                                                                                 |                                                                                 |                                                                                 |                                                                                 |                                            |                                            | | | | | | |        |        |                                                    |                                                    |                                                    |                                                    |                                                    |                                                    |                                                 |                                                 |                                                 |                                                 |
|                                                                                      |                                                                                      |                                                                                      |                                                                                      |                                                                                      |                                                                                      |        |        |                                                                                  |                                                                                  |                                                                                  |                                                                                  |                                                                                  |                                                                                  |                                                                                 |                                                                                 |                                                                                 |                                                                                 |                                            |                                            | | | | | | |        |        |                                                    |                                                    |                                                    |                                                    |                                                    |                                                    |                                                 |                                                 |                                                 |                                                 |
| 미카사노미야 아키코 공주 1981년- 옥스퍼드 대학에서 미술 관련 논문으로 박사 학위 취득 | 미카사노미야 아키코 공주 1981년- 옥스퍼드 대학에서 미술 관련 논문으로 박사 학위 취득 | 미카사노미야 아키코 공주 1981년- 옥스퍼드 대학에서 미술 관련 논문으로 박사 학위 취득 | 미카사노미야 아키코 공주 1981년- 옥스퍼드 대학에서 미술 관련 논문으로 박사 학위 취득 | 미카사노미야 아키코 공주 1981년- 옥스퍼드 대학에서 미술 관련 논문으로 박사 학위 취득 | 미카사노미야 아키코 공주 1981년- 옥스퍼드 대학에서 미술 관련 논문으로 박사 학위 취득 |        |        | 미카사노미야 요코 공주 1983년-                                                   | 미카사노미야 요코 공주 1983년-                                                   | 미카사노미야 요코 공주 1983년-                                                   | 미카사노미야 요코 공주 1983년-                                                   | 미카사노미야 요코 공주 1983년-                                                   | 미카사노미야 요코 공주 1983년-                                                   |                                                                                 |                                                                                 |                                                                                 |                                                                                 |                                            |                                            | | | | | | |        |        |                                                    |                                                    |                                                    |                                                    |                                                    |                                                    |                                                 |                                                 |                                                 |                                                 |

## 참조
- Agawa, Hiroyuki. The Reluctant Admiral: Yamamoto and the Imperial Navy. Kodansha International (2000). ISBN 4-7700-2539-4
- Beasley, W.G. Japanese Imperialism 1894-1945. Oxford University Press. ISBN 0-19-822168-1
- Makino, Nobuaki. Makino Nobuaki nikki. Chuo Koronsha (1990). ISBN 4-12-001977-2(Japanese)